# Drogue psychédélique

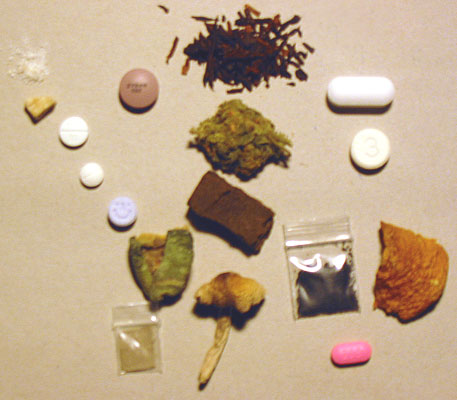

Le terme de drogue psychédélique est un terme largement utilisé aux États-Unis et dans le monde occidental en général pour désigner une famille de psychotropes (par exemple les psychédéliques classiques sont le LSD, la psilocybine (psilocybe), la mescaline, ou l'ayahuasca) (DMT).
Ces psychédéliques ont des actions pharmacologiques variées, chacun engendrant des effets, une durée et un ressenti physique différents. Ils sont aussi appelés hallucinogènes sérotoninergiques, car ils agissent sur les récepteurs à sérotonine (5-HT ou 5-HydroxyTryptamine) en tant qu'agoniste partiel ou complet [citation nécessaire].

## Histoire
Les psychédéliques ont traditionnellement surtout été utilisés dans les cultures des Amériques.
Largement popularisés dans les années 1960 sous l'impulsion de personnalités comme Aldous Huxley ou Timothy Leary et intrinsèquement liés à la culture occidentale de cette période, ces substances sont, aujourd'hui, pour la plupart, réglementées. Robert Gordon Wasson, en témoignant d'une expérience shamanique à base de champignons à psilocybine dans son article Seeking the Magic Mushroom en 1957, ou Arthur Stoll et Albert Hofmann en synthétisant le LSD, ou diéthylamide de l'acide lysergique, une molécule dérivée de l'acide lysergique naturellement présent dans l'ergot (claviceps purpurea), ont joué un rôle notable dans cet aspect de la contre-culture.
La CIA utilisa nombre de ces molécules dans différentes expérimentations en particulier au sein du Projet MK-Ultra.

## Mauvaise utilisation du terme «psychédélique»
Le terme de drogue « psychédélique » est souvent employé pour désigner une substance hallucinogène, ce qui est un abus de langage. En effet, les hallucinogènes sont classés en trois grandes familles :
- les psychédéliques ;
- les dissociatifs ;
- les délirants.

Le terme de drogue psychédélique ne devrait donc désigner que les hallucinogènes psychédéliques et non pas les hallucinogènes en général.
Le terme « psychédélique » fait spécifiquement référence aux hallucinogènes agissant sur le système sérotoninergique et en particulier les récepteurs 2A de ce système.
En France, l'usage du terme « psychédélique » demeure controversé au sein du corps médical, qui préfère employer « psychodysleptique » afin de souligner la conception pathologique des effets. Cet usage empêche toutefois de penser que cette classe de substance puisse avoir des effets thérapeutiques.

## Expérience psychédélique
Elle est souvent caractérisée par des hallucinoses (visuelles, sonores…), introspections (pouvant parfois être d'une certaine violence psychologique, ou conduire à l'extase mystique) et se distingue des autres expériences psychotropiques par l'étroite relation entre l'état d'esprit du consommateur et le voyage qui en résulte.
Comme dans l'usage de tout produit psycho-actif, les effets recherchés peuvent parfois se transformer en bad trip. Une mauvaise préparation à l'expérience, un cadre inadapté peuvent provoquer une intense panique pouvant générer des troubles psychiatriques graves et durables : angoisses, phobies, état confusionnel, dépression voire bouffées délirantes aiguës[source insuffisante]. Cependant, utilisées par des experts dans un cadre thérapeutique sécurisé, les substances psychédéliques peuvent s'avérer être des médicaments utiles en médecine et psychiatrie.
Contrairement à d'autres hallucinogènes (comme les hallucinogènes anti-cholinergiques), les psychédéliques ne sont pas délirants : sous l'effet des psychédéliques, il est tout à fait possible de faire la différence entre ce qui est hallucinatoire et ce qui ne l'est pas. Les psychédéliques n'entraînent donc pas de délire.
Un usage déraisonné (fréquence rapprochée des prises, dosages importants) peuvent également conduire à des troubles psychiatriques ou physiologiques tels que le syndrome post hallucinatoire persistant, la dépersonnalisation ou la déréalisation (particulièrement avec la consommation de dissociatifs pour ces deux derniers)[source insuffisante].
Une étude de 2013 a montré que la consommation de psychédéliques en tant que telle ne favorisait pas l'apparition de troubles mentaux.

## Substances psychédéliques
Liste non exhaustive de substances ayant des effets psychédéliques :
Cannabinoïdes
- Tétrahydrocannabinol
- 11-hydroxy-delta-9-THC
- Hexahydrocannabinol
- 11-hydroxy-HHC
- delta-8-tétrahydrocannabinol
- 11-hydroxy-delta-8-THC
- delta-10-THC
- 11-hydroxy-delta-10-THC
- THCP
- 11-hydroxy-THCP
- THC-O
- HHC-O

Tryptamines
- Psilocine
- Psilocybine
- 4-AcO-DMT
- DMT
- 5-MeO-DMT
- MET
- 4-HO-MET
- DET
- 4-HO-DET
- Bufoténine

Lysergamide
- LSD
- Ergine
- ALD-52
- 1P-LSD
- 1cP-LSD
- 1B-LSD
- 1V-LSD
- 1D-LSD
- ETH-LAD
- AL-LAD

Phénéthylamines et dérivés
- Mescaline
- DOB
- DOM (STP)
- 2C-B
- 2C-E
- 25I-NBOMe
- 5-MeO-BFE

## Littérature
- Aldous Huxley avec Les Portes de la perception et Le Ciel et l'Enfer
- Alexander Shulgin et Ann Shulgin avec PiHKAL et TiHKAL
- Albert Hofmann avec LSD mon enfant terrible
- Mike Jay avec Mescaline: A Global History of the First Psychedelic